# Bhilwara
|  | Per a altres significats, vegeu «Agència Bhil». |

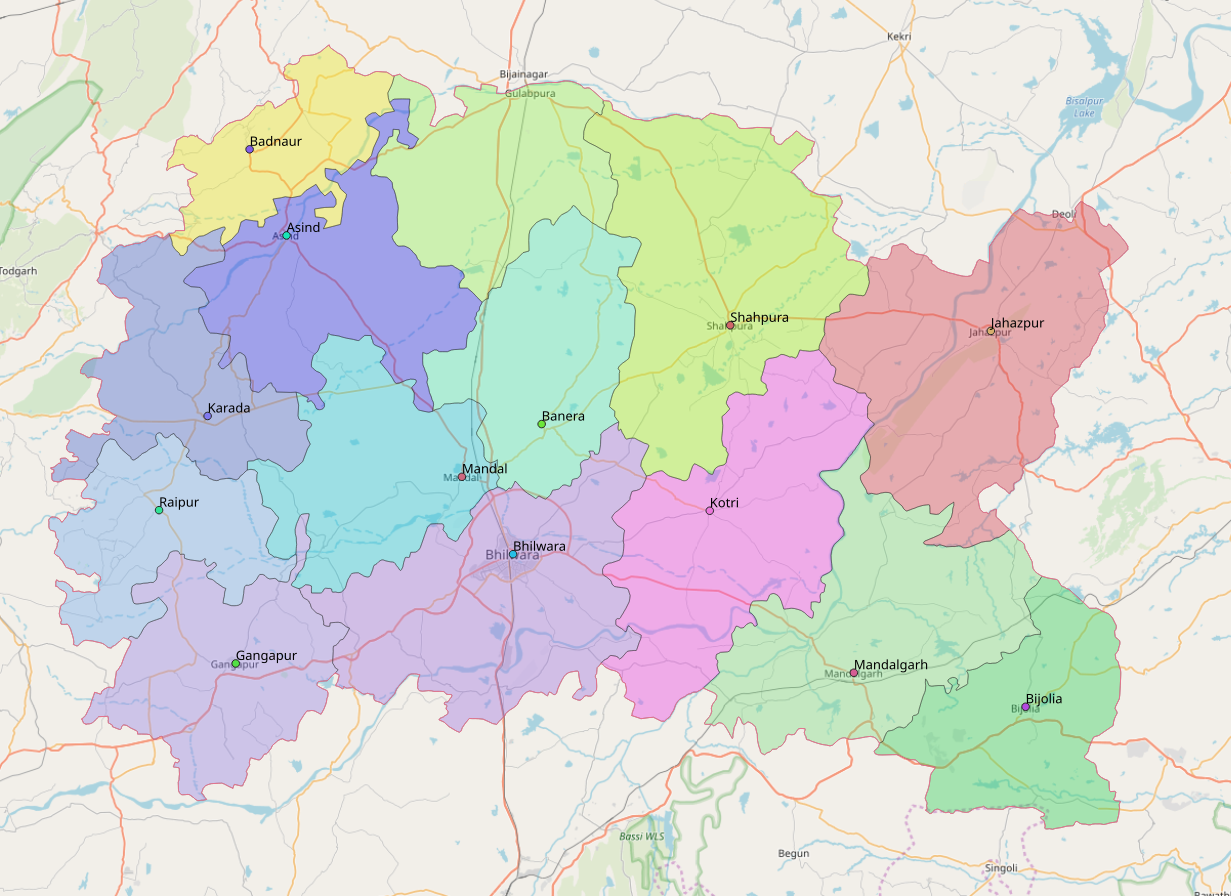
Divisió en subdisttictes de Bhilwara.

Bhilwara és una ciutat del Rajasthan, la capital del districte de Bhilwara i anteriorment de la zila de Bhilwara a l'antic principat de Mewar. Es troba a uns 100 metres sobre el nivell del mar i a 128 km al nord-est d'Udaipur (Rajasthan). A 1 km a l'oest del centre es troba l'antiga estació de la línia Rajputana-Malwa. La ciutat és la segona de l'estat, que tenia 10.346 habitants el 1901, 183.965 el 1991 i 280,128 el 2001. El 1901 la població era en un 75% hindú i 16% musulmans.
Com a monuments de la ciutat cal destacar: Mejan Dam, lloc de pícnic; Love Garden, o Nehru Park; Mamaji ke hanuman ji Guralan i el fort de Rajaji ka karera. Els principals llocs religiosos a la ciutat o propers són: Harni Mahadev (temple), Bada Mandir (Temple de Bada), Temple jain d'Adinath Digamber, Neelkanth Mahadev (temple amb una estàtua), Kalp Vraksh, a 22 km de Bhilwara, al costat d'Aamaa; Adhar Shila Mahadev, temple de Xiva penjat en una roca per un sol costat; Patula Mahadev (temple); Kali Mata ka Mandir al cim d'un turó al costat d'Harni Mahadev, amb vista sobre la ciutat de Bhilwara, Conegut també com a Sunset Point.
De prop de la ciutat (del llogaret de Madhi Kanungo) era originari Shiv Charan Mathur

## Història
La seva fundació s'atribueix a un cap bhil que va fundar allí un temple dedicat a Xiva al lloc del temple de Jataun (Jataun ka Mandir) a l'àrea coneguda per Junawas, la més antiga de la ciutat. Situada a la plana entre Mewar i Delhi, a cada invasió musulmana la regió era saquejada i es despoblava. El 1615 es va signar un tractat entre Amar Singh i l'emperador Djahangir, però després, penedit el príncep, va abdicar en el seu fill Karan Singh i se'n va anar sense retornar mai més. Els segles XVII i XVIII, de relativa pau, van permetre la recuperació de la ciutat però després fou saquejada pels marathes entre deu i dotze vegades al començament del segle xix i els 6000 habitants de 1806 havien mort o sortit de la ciutat el 1818; Bhilwara va esdevenir una ciutat fantasma.
L'arribada dels britànics va permetre novament la seva recuperació. Els anglesos la van refundar i la van convertir en centre comercial amb l'Índia Central, i l'establiment de persones en aquest lloc fou encoratjat, i el 1822 ja tenia 3000 habitants, mercaders, banquers i artesans. Es va construir una carretera per facilitar el transport. No obstant les taxes van impedir un complet floriment de la ciutat.
Antigament hi ha haver una fàbrica de moneda a la ciutat (on es feien les monedes anomenades bhilaris, que van circular fins a la primera dècada del segle XX a Mewar i a Sirohi.
Ja existia el 1901 una fàbrica de cotó que pertanyia al govern de l'estat de Mewar i donava treball a 600 persones. El govern del principat va obrir també la primera escola anglo-vernacular, i la United Free Church Mission una escola per noies, la primera de la ciutat. La ciutat tenia el 1901 hospital, oficina de correus i telègraf. L'activitat més destacada foren els objectes d'estany, molt apreciats i exportats en gran nombre, però la seva activitat econòmica principal actualment és la indústria tèxtil i les pedreres de pedra.
La zila de Bhilwara, (districte) diferent del modern districte, el formaven 205 pobles i tenia 66.565 habitants el 1901. El 1940 en la reorganització administrativa, va incloure l'antiga zila d'Asin i la pargana d'Hurda.